# Muchilinda

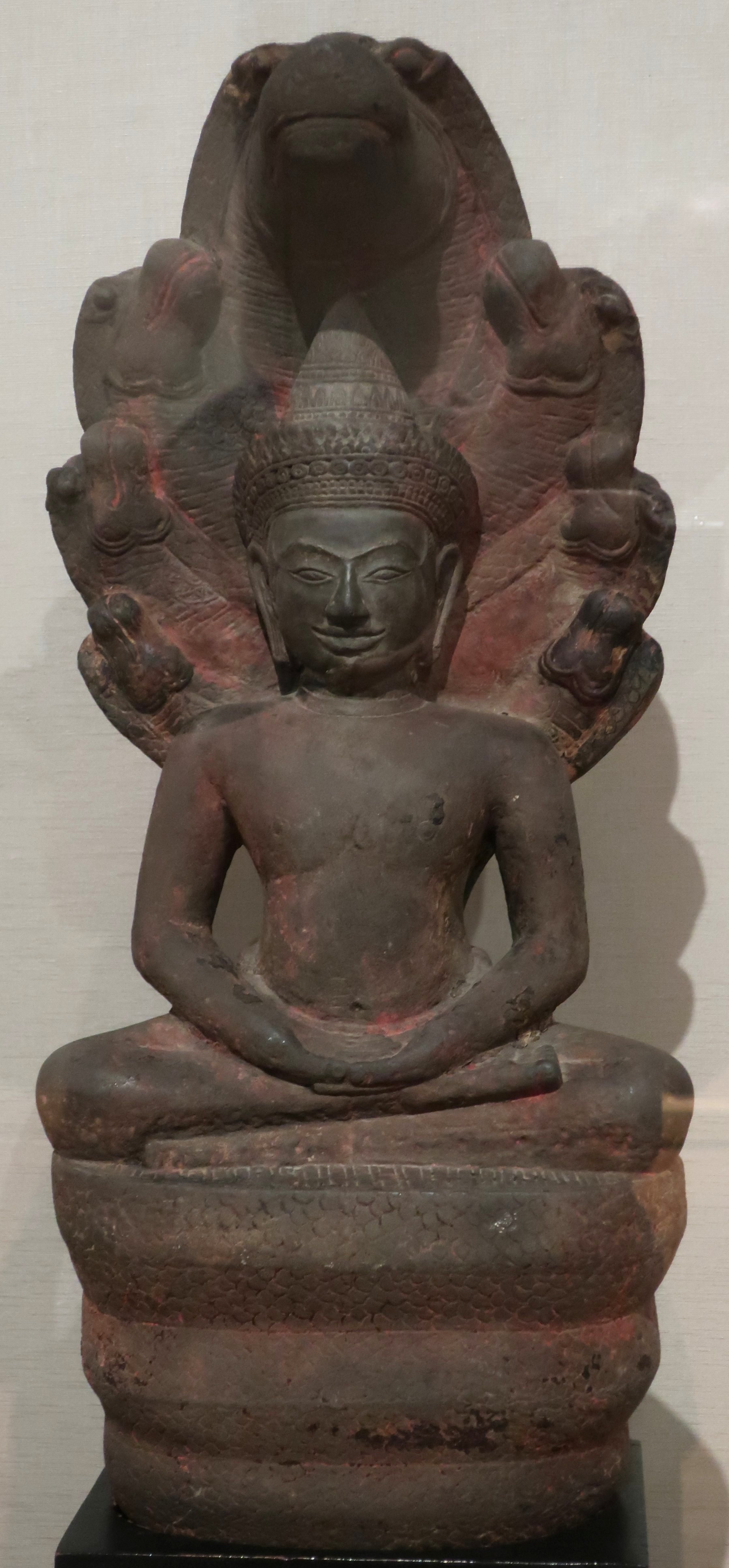
Muchilinda cubre a Buda Gautama

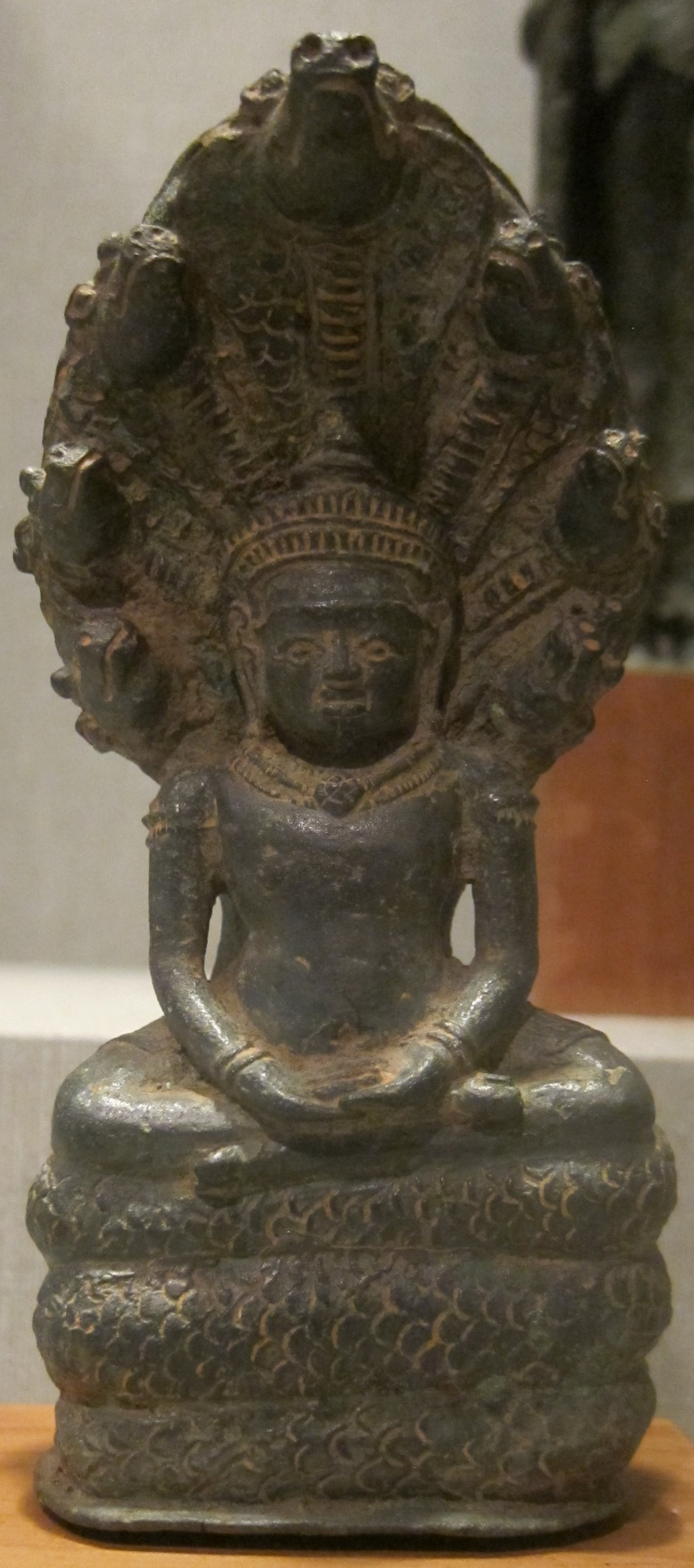
Estatua de Muchilinda del periodo Bayon (Camboya, fines del siglo XII y principios del siglo XIII. En poder de la Academia de Artes de Honolulu (Hawái).

En la mitología budista, Muchilinda o Muchalinda es el rey de los nagas (serpientes) que protegió con su caperuza a Buda (cuando aún se llamaba Sakyamuni Gautamá) de la lluvia después de su iluminación espiritual.
Se dice que cuatro semanas después de que Sakyamuni Gautamá comenzó a meditar bajo el árbol bodhi, el cielo se oscureció durante siete días, y cayó una prodigiosa lluvia. Sin embargo, el poderoso rey de los nagas, Muchalinda, apareció desde debajo de la tierra y protegió a Gautamá con su capucha. Cuando la tormenta se despejó, el rey serpiente asumió su forma humana, se inclinó ante el Buda, y volvió lleno de alegría a su palacio.
Aparece frecuentemente en las representaciones tibetanas y mogolas de Buda.
El tema del Buda meditando bajo la protección de Muchilinda es muy común en el arte budista de Laos.
El mito es paralelo al del dios hinduista Sesa-sai Visnú (‘el Visnú [que está] recostado [sobre la serpiente] Sesa’).
La primera obra de arte existente que representa a Muchilinda proviene de una estupa del siglo II a. C. en Pauni, Maharashtra, donde se representa al naga con cinco cabezas y custodiando el asiento vacío de Buda. Una obra de arte contemporánea de Sanchi lo retrata en forma zooantropomorfa y lo asiste un séquito de nagini.

## Árbol muchilinda
En sánscrito el árbol muchilinda era el nombre del Pterospermum acerifolium, árbol que actualmente en distintos países se llama muchakunda, kanak champa, karnikara, baiur o árbol «plato de comida» (porque sus amplias hojas se utilizan como platos descartables).